# Frøet fra det hellige figentræ
Frøet fra det hellige figentræ er en tyskproduceret, iransk politisk dramafilm fra 2024.
Den er instrueret af den eksilerede iranske instruktør Mohammad Rasoulof, der tidligere har lavet den stærkt regimekritiske film Der findes ingen ondskab. Filmen fik meget gode anmeldelser i såvel USA som Danmark. Den blev i januar 2025 nomineret til en Oscar for bedste fremmedsprogede film.

## Handling
Advokaten Iman (Missagh Zareh) har udsigt til at blive forfremmet til statsefterforsker, hvilket betyder, at hans hustru Najmeh (Soheila Golestani) og parrets døtre nu må være meget påpasselige med at undgå ethvert fejltrin i styrets øjne. Da en pistol forsvinder fra hjemmet, som Iman har taget hjem til brug i selvforsvar, sætter det gang i konflikter i familien.

## Oscarnominering
Filmen blev i januar 2025 nomineret til en Oscar for bedste fremmedsprogede film sammen med fire konkurrenter: den brasilianske film I'm Still Here, den franske Emilia Pérez, den danske Pigen med nålen og den lettiske animationsfilm Flow.

## Medvirkende
- Soheila Golestani som Najmeh
- Missagh Zareh som Iman
- Mahsa Rostami som Rezvan
- Setareh Maleki som Sana
- Niousha Akhshi som Sadaf
- Amineh Mazrouie Arani som kvinde i en bil
- Reza Akhlaghirad som Ghaderi
- Shiva Ordooie som Fateme

## Modtagelse

### USA
På det amerikanske websted Rotten Tomatoes, der opsummerer amerikanske mediers filmanmeldelser, var 95 % af 107 indsamlede anmeldelser positive med en gennemsnitlig vurdering på 8,7 ud af 10 mulige point. Webstedets sammenfattende vurdering lød: "Som en brændende anklage mod et undertrykkende styre, hvad enten det er i et land eller i en husstand, fungerer Frøet fra det hellige figentræ både som overbevisende drama og kraftfuldt politisk udsagn."

### Danmark
Filmmagasinet Ekko gav filmen fem stjerner ud af seks mulige og kaldte den et fængslende drama båret af stort mod. Kim Skotte uddelte topkarakterer i form af 6 hjerter i sin anmeldelse i Politiken og skrev, at selvom det var en kendt opskrift at iscenesætte det store samfundsdrama som en fortælling om en familie, havde han sjældent oplevet den anvendt på en så rystende og nervepirrende måde. I dagbladet Information skrev Lone Nikolajsen, at filmen både var et begavet snakkedrama om loyalitetskonflikter under det iranske præstestyre og samtidig en actionfyldt allegori over patriarkalsk undertrykkelse.